# Христов, Петко (футболист)
Петко Христов (итал. Petko Hristov; 1 марта 1999 года, София, Болгария) — болгарский футболист, защитник итальянского клуба «Специя» и сборной Болгарии.

## Клубная карьера
Является воспитанником болгарской «Славии». С сезона 2016/2017 — игрок основного состава. 29 июля 2016 года дебютировал в чемпионате Болгарии в поединке против «ЦСКА», выйдя на поле в стартовом составе и проведя на поле весь матч. Всего в дебютном сезоне 26 матча, забил 1 мяч. 17 июля 2017 подписал пятилетний контракт с итальянской «Фиорентиной».